# Индриксонс, Гунтис
Гунтис Индриксонс (также Индриксон; латыш. Guntis Indriksons; 18 декабря 1955, Валмиерский район) — латвийский бизнесмен и спортивный деятель.
Президент Латвийской футбольной федерации (с 1996 года). Бывший президент футбольного клуба «Сконто» (с ? по февраль 2012 года).
В сентябре 2010 года Индриксонс продал ФК «Сконто», главным владельцем которого ранее являлся, предпринимателю Бислану Абдулмуслимову; в марте 2011 года Абдулмуслимов продал клуб кипрской фирме Tremova Ltd.
В прошлом — начальник 7-го отделения 5-го отдела КГБ ЛССР. Выпускник юридического факультета Латвийского государственного университета.